# Heriades strictifrons
Heriades strictifrons är en biart som beskrevs av Cockerell 1946. Heriades strictifrons ingår i släktet väggbin, och familjen buksamlarbin. Inga underarter finns listade i Catalogue of Life.